# Lepanthes migueliana
Lepanthes migueliana là một loài thực vật có hoa trong họ Lan. Loài này được Luer & Béhar mô tả khoa học đầu tiên năm 2002.